# Lepidothrix
Lepidothrix es un género de aves paseriformes perteneciente a la familia Pipridae, que agrupa a especies nativas de la América tropical (Neotrópico), donde se distribuyen desde Costa Rica, por América Central y del Sur, al este hasta las Guayanas; al sur hasta el sur del Perú, norte de Bolivia y sur de la Amazonia brasileña. A sus miembros se les conoce por el nombre popular de saltarines.

## Etimología
El nombre genérico femenino «Lepidothrix» se compone de las palabras del griego «lepis, lepidos» que significa ‘escama’, ‘floco’, y «thrix, trikhos» que significa ‘cabello’.

## Características
Los saltarines de este género son aves pequeñas, midiendo entre 7,5 y 9 cm de longitud, de colas cortas; los machos son bien conocidos por su plumaje colorido, a menudo principalmente negro contrastando con blanco o algún color brillante y por sus exhibiciones estereotipadas realizadas en leks. Las hembras son notablemente apagadas y tímidas, y difíciles de ser diferenciadas a no ser por su zona de distribución. Habitan en el interior de selvas húmedas, principalmente de baja altitud.

## Lista de especies
Según las clasificaciones del Congreso Ornitológico Internacional y Clements Checklist/eBird el género agrupa a las siguientes especies con el respectivo nombre popular de acuerdo con la Sociedad Española de Ornitología (SEO) u otro cuando referenciado:
| Imagen | Nombre científico           | Autor                   | Nombre común                   | Estado de conservación | Distribución |
| ------ | --------------------------- | ----------------------- | ------------------------------ | ---------------------- | ------------ |
|        | Lepidothrix velutina        | (Berlepsch, 1883)       | saltarín coroniazul occidental | NE                     |              |
|        | Lepidothrix coronata        | (Spix, 1825)            | saltarín coroniazul            | LC                     |              |
|        | Lepidothrix nattereri       | (P.L. Sclater, 1865)    | saltarín coronialbo            | LC                     |              |
|        | Lepidothrix vilasboasi      | (Sick, 1959)            | saltarín coronidorado          | LC                     |              |
|        | Lepidothrix iris            | (Schinz, 1851)          | saltarín opalescente           | VU                     |              |
|        | Lepidothrix serena          | (Linnaeus, 1766)        | saltarín frentiblanco          | LC                     |              |
|        | Lepidothrix suavissima      | (Salvin & Godman, 1882) | saltarín ventrinaranja         | LC                     |              |
|        | Lepidothrix isidorei        | (P.L. Sclater, 1852)    | saltarín lomiazul              | LC                     |              |
|        | Lepidothrix coeruleocapilla | (Tschudi, 1844)         | saltarín coroniceleste         | LC                     |              |

## Taxonomía
La especie L. velutina, junto a la subespecie minuscula, fue tradicionalmente tratada como un grupo de subespecies de L. coronata. Diversos autores ya sugerían que podía tratarse de dos especies diferentes, hasta que recientemente las robustas evidencias bioacústicas y genéticas presentadas por Moncrieff et al. (2022) demostraron profundas divergencias entre las poblaciones cis-andinas y trans-andinas, lo que llevó a la separación, que fue reconocida en la Propuesta Nº 943 al Comité de Clasificación de Sudamérica (SACC).
En 1992, Prum condujo un estudio taxonómico de 11 géneros de pípridos (incluyendo las entonces 16 especies del género Pipra), con base en las características morfológicas de la musculatura de la siringe. La organización resultante de este estudio contradijo el monofiletismo del género Pipra, dado que sus miembros se repartían en tres ramos no emparentados entre sí. El autor sugirió los siguientes cambios: la especie P. pipra fue designada como Dixiphia pipra, mientras ocho especies del grupo P. serena fueron alocadas al género Lepidothrix y las ocho especies restantes en Pipra divididas en dos subgéneros, el llamado clado erythrocephala, denominado Ceratopipra con cinco especies, y las tres restantes en el subgénero Pipra, referido como clado aureola. Diversos estudios posteriores con enfoques diferentes no ofrecieron nuevas sugestiones de cambios taxonómicos.
En 2007, Rêgo et al usaron datos secuenciales de ADN mitocondrial (mtDNA) para corroborar la tesis levantada por Prum. Los estudios de filogenia molecular de Tello et al (2009) y McKay et al (2010), verificaron la existencia de dos clados bien diferenciados dentro de la familia Pipridae: uno llamado de subfamilia Neopelminae, agrupando a los saltarines más asemejados a atrapamoscas de los géneros Neopelma y Tyranneutes; y los restantes géneros llamados de «saltarines propiamente dichos», incluyendo el presente Lepidothrix, en un clado monofilético Piprinae Rafinesque, 1815. Esto fue plenamente confirmado por los amplios estudios de filogenia molecular de los paseriformes subóscinos realizados por Ohlson et al (2013). El Comité de Clasificación de Sudamérica (SACC) adopta esta última división y secuencia linear de los géneros, a partir de la aprobación de la Propuesta N° 591. La clasificación Clements Checklist v.2017, el IOC, y el Comité Brasileño de Registros Ornitológicos (CBRO) adoptan integralmente esta secuencia y división (el CBRO divide en tres subfamilias, siguiendo a Tello et al. (2009)).

### Lepidothrixvs.Neolepidothrix
Debido a la existencia de un género de insectos también llamado Lepidothrix Menge, 1854, se propuso un nuevo nombre Neolepidothrix , 2009 para substituir al presente como género de aves. Sin embargo, Zuccon (2011) demostró que el género de insectos había sido originalmente propuesto como Lepidotrix y posteriormente enmendado para Lepidothrix, de tal forma que ambos géneros son homónimos y respectivamente válidos.